# Aceratium oppositifolium
Aceratium oppositifolium là một loài thực vật có hoa trong họ Côm. Loài này được DC. mô tả khoa học đầu tiên năm 1824.